# أنيساراس (إراكليون)
أنيساراس (Ανισσαράς) هي مدينة في إراكليون في اليونان.
يبلغ عدد سكانها حوالي 287   نسمة.